# Günter-Drebusch-Preis
Der Günter-Drebusch-Preis ist ein Kunstpreis, der von der Stadt Witten und dem Kunstverein Witten e. V. verliehen wird. Er ist ein Förderpreis für junge Künstler und Künstlerinnen, die im Bereich der grafischen Techniken, der Zeichnung sowie auf und mit Papier arbeiten. Der Preis wird alle drei Jahre ausgelobt und ist mit 2000 € dotiert. Er ehrt den in Witten geborenen Künstler Günter Drebusch. Der Günter-Drebusch-Preis wurde erstmals 2001 vergeben.

## Preisträger
- 2001: Bernhard Brungs
- 2004: Olga Eichhorst
- 2006: Anne-Lisa Lippoldt
- 2009: Philip Loersch
- 2014: Ines Spanier
- 2017: Denise Winter
- 2020: Matthias Plenkmann